# Società Sportiva Calcio Palermo 1982-1983
Questa voce raccoglie le informazioni riguardanti la Società Sportiva Calcio Palermo nelle competizioni ufficiali della stagione 1982-1983.

## Stagione

La formazione scesa in campo nella trasferta di Roma del 7 novembre 1982 con la divisa a tinta unita rosa

Il ritiro estivo fu svolto a Barga, in provincia di Lucca.
In questa stagione in Serie B, la decima consecutiva, il Palermo è riuscito a salvarsi all'ultima giornata, cogliendo un pari in casa del Campobasso (1-1), a 2 soli punti dalla zona retrocessione. Carmelo Del Noce, vice di Antonio Renna, subentra a quest'ultimo alla guida della squadra a partire dalla 22ª giornata sino alla 26ª; poi, dalla 27ª giornata, è ancora Renna l'allenatore della squadra. Gianni De Rosa con 10 reti il miglior marcatore rosanero di stagione.
In Coppa Italia la compagine rosanero viene eliminata nella prima fase dopo una vittoria e quattro pareggi, nel primo girone di qualificazione che promuove agli ottavi di finale Torino e Cagliari.

## Organigramma societario
Fonte:
- Presidente: Roberto Parisi
- Allenatore: Antonio Renna, poi Carmelo Del Noce, poi di nuovo Antonio Renna
- Massaggiatori: Mario Battiato e Nicola Massei
- Magazziniere: Gino Cardella

## Rosa
| N. |                   | Ruolo | Calciatore             |
| -- | ----------------- | ----- | ---------------------- |
|    | Italia (bandiera) | P     | Graziano Piagnerelli   |
|    | Italia (bandiera) | P     | Giacomo Violini        |
|    | Italia (bandiera) | P     | Vincenzo Cangelosi     |
|    | Italia (bandiera) | D     | Tebaldo Bigliardi      |
|    | Italia (bandiera) | D     | Mauro Di Cicco         |
|    | Italia (bandiera) | D     | Maurizio Miranda       |
|    | Italia (bandiera) | D     | Maurizio Venturi       |
|    | Italia (bandiera) | D     | Giuseppe Volpecina     |
|    | Italia (bandiera) | D     | Fabrizio Gorin         |
|    | Italia (bandiera) | D     | Violante Silvio Iozzia |
|    | Italia (bandiera) | D     | Stefano Zarattoni      |
|    | Italia (bandiera) | C     | Onofrio Barone         |
|    | Italia (bandiera) | C     | Giovanni Costa         |
|    | Italia (bandiera) | C     | Massimo De Stefanis    |

| N. |                   | Ruolo | Calciatore                 |
| -- | ----------------- | ----- | -------------------------- |
|    | Italia (bandiera) | C     | Gian Piero Gasperini       |
|    | Italia (bandiera) | C     | Mauro Marmaglio            |
|    | Italia (bandiera) | C     | Giacomo Modica             |
|    | Italia (bandiera) | C     | Carlo Odorizzi             |
|    | Italia (bandiera) | C     | Antonio Maurizio Schillaci |
|    | Italia (bandiera) | C     | Rosolo Vailati             |
|    | Italia (bandiera) | C     | Massimo Lo Verde           |
|    | Italia (bandiera) | C     | Vincenzo Lamia Caputo      |
|    | Italia (bandiera) | A     | Gianni De Rosa             |
|    | Italia (bandiera) | A     | Sauro Fattori              |
|    | Italia (bandiera) | A     | Giampaolo Montesano        |
|    | Italia (bandiera) | A     | Antonio Lopez              |
|    | Italia (bandiera) | A     | Francesco La Rosa          |

## Calciomercato

### Sessione estiva
| Acquisti | Acquisti          | Acquisti   | Acquisti   |
| R.       | Nome              | da         | Modalità   |
| -------- | ----------------- | ---------- | ---------- |
| P        | Giacomo Violini   | Treviso    | definitivo |
| D        | Fabrizio Gorin    | Genoa      | definitivo |
| D        | Maurizio Venturi  | Milan      | definitivo |
| D        | Stefano Zarattoni | Siena      | definitivo |
| C        | Carlo Odorizzi    | Verona     | definitivo |
| C        | Mauro Marmaglio   | Verona     | definitivo |
| A        | Sauro Fattori     | Fiorentina | prestito   |

| Cessioni | Cessioni               | Cessioni  | Cessioni   |
| R.       | Nome                   | a         | Modalità   |
| -------- | ---------------------- | --------- | ---------- |
| D        | Luigino Pasciullo      | Triestina | definitivo |
| D        | Silvio Violante Iozzia | Pozzallo  | definitivo |
| D        | Fausto Silipo          | Cosenza   | definitivo |
| C        | Rosolo Vailati         | Avellino  | definitivo |
| C        | Bruno Caneo            | Perugia   | definitivo |
| A        | Andrea Conte           | Cosenza   | definitivo |

### Sessione autunnale
| Acquisti | Acquisti | Acquisti | Acquisti |
| R.       | Nome     | da       | Modalità |
| -------- | -------- | -------- | -------- |

| Cessioni | Cessioni              | Cessioni  | Cessioni   |
| R.       | Nome                  | a         | Modalità   |
| -------- | --------------------- | --------- | ---------- |
| C        | Vincenzo Lamia Caputo | Casertana | definitivo |
| A        | Francesco La Rosa     | Casertana | prestito   |

## Risultati

### Serie B

#### Girone di andata
| Arbitro: | Polacco (Conegliano) |

|  |           |           |
|  | Marcatori | 59’ Raise |

| Arbitro: | Patrussi (Ravenna) |

|                          |           |                  |
| Caccia 4’ Rossinelli 33’ | Marcatori | 14’ (rig.) Lopez |

| Arbitro: | Leni (Perugia) |

|               |           |                 |
| Schillaci 67’ | Marcatori | 69’ Piangerelli |

| Arbitro: | Giffreda (Roma) |

|            |           |                                               |
| Macina 51’ | Marcatori | 5’ De Stefanis 28’ (rig.) Lopez 87’ Gasperini |

| Arbitro: | Paparesta (Bari) |

|                                             |           |              |
| Billia 55’ (aut.) Montesano 61’ De Rosa 75’ | Marcatori | 78’ Pradella |

| Arbitro: | Tubertini (Bologna) |

|             |           |           |
| Cinello 12’ | Marcatori | 41’ Gorin |

| Palermo 24 ottobre 1982 7ª giornata | Palermo           | 0 – 0 | Catania | Stadio La Favorita\| Arbitro: \| Angelelli (Terni) \| |
| Arbitro:                            | Angelelli (Terni) |       |         |                                                       |

| Arbitro: | Testa (Prato) |

|               |           |  |
| Gasperini 18’ | Marcatori |  |

| Arbitro: | Vitali (Bologna) |

|                 |           |  |
| Manfredonia 10’ | Marcatori |  |

| Arbitro: | Pezzella (Frattamaggiore) |

|             |           |               |
| De Rosa 58’ | Marcatori | 49’ Carnevale |

| Arbitro: | Tubertini (Bologna) |

|                                         |           |  |
| Tusino 31’ Spica 82’ Orlandi 85’ (rig.) | Marcatori |  |

| Arbitro: | Bergamo (Livorno) |

|                                  |           |                               |
| De Rosa 3’, 12’ Ferri 35’ (aut.) | Marcatori | 21’ (aut.) De Rosa 32’ Vialli |

| Arbitro: | Lamorgese (Potenza) |

|                           |           |  |
| Morbiducci 10’ Ottoni 66’ | Marcatori |  |

| Arbitro: | Esposito (Torre del Greco) |

|                            |           |  |
| Battistini 62’ Damiani 81’ | Marcatori |  |

| Arbitro: | Sguizzato (Verona) |

|               |           |  |
| Montesano 11’ | Marcatori |  |

| Arbitro: | De Marchi (Novara) |

|                     |           |                             |
| Parlanti 19’ (rig.) | Marcatori | 15’ Venturi 88’ De Stefanis |

| Arbitro: | Patrussi (Ravenna) |

|                                      |           |  |
| Fattori 31’ Barone 75’ Zarattoni 89’ | Marcatori |  |

| Arbitro: | Tubertini (Bologna) |

|                    |           |  |
| Bagnato 73’ (rig.) | Marcatori |  |

| Arbitro: | Leni (Perugia) |

|                |           |               |
| De Stefanis 9’ | Marcatori | 22’ Donatelli |

#### Girone di ritorno
| Arbitro: | Giaffreda (Roma) |

|           |           |  |
| Zanin 30’ | Marcatori |  |

| Arbitro: | Paparesta (Bari) |

|               |           |           |
| Marmaglio 49’ | Marcatori | 42’ Adami |

| Arbitro: | Pirandola (Lecce) |

|                |           |             |
| Caffarelli 58’ | Marcatori | 74’ De Rosa |

| Arbitro: | Testa (Prato) |

|                        |           |  |
| De Rosa 24’ Barone 44’ | Marcatori |  |

| Arbitro: | Pezzella (Frattamaggiore) |

|                                                            |           |            |
| Mitri 23’ Pradella 26’, 50’ Bolis 43’ (rig.) Marronaro 84’ | Marcatori | 20’ Barone |

| Arbitro: | Tubertini (Bologna) |

|             |           |  |
| De Rosa 53’ | Marcatori |  |

| Arbitro: | Bianciardi (Siena) |

|                               |           |  |
| Mastalli 39’ (rig.) Mosti 42’ | Marcatori |  |

| Arbitro: | Facchin (Udine) |

|                        |           |  |
| Tormen 26’ Valente 57’ | Marcatori |  |

| Palermo 2 aprile 1983 28ª giornata | Palermo           | 0 – 0 | Lazio | Stadio La Favorita\| Arbitro: \| Mattei (Macerata) \| |
| Arbitro:                           | Mattei (Macerata) |       |       |                                                       |

| Arbitro: | Polacco (Conegliano) |

|                                |           |               |
| Mossini 24’ Carnevale 52’, 64’ | Marcatori | 62’ Marmaglio |

| Arbitro: | Falzier (Treviso) |

|                  |           |  |
| De Rosa 46’, 78’ | Marcatori |  |

| Arbitro: | Esposito (Torre del Greco) |

|                 |           |  |
| Vialli 27’, 76’ | Marcatori |  |

| Palermo 1º maggio 1983 32ª giornata | Palermo          | 0 – 0 | Perugia | Stadio La Favorita\| Arbitro: \| Benedetti (Roma) \| |
| Arbitro:                            | Benedetti (Roma) |       |         |                                                      |

| Palermo 8 maggio 1983 33ª giornata | Palermo           | 0 – 0 | Milan | Stadio La Favorita\| Arbitro: \| Mattei (Macerata) \| |
| Arbitro:                           | Mattei (Macerata) |       |       |                                                       |

| Arbitro: | Pezzella (Frattamaggiore) |

|                               |           |               |
| Violini 19’ (aut.) Auteri 26’ | Marcatori | 15’ Zarattoni |

| Arbitro: | Longhi (Roma) |

|                                       |           |                             |
| De Rosa 7’ Odorizzi 10’ Montesano 60’ | Marcatori | 17’ Parlanti 59’ Di Stefano |

| Arbitro: | Ballerini (La Spezia) |

|                               |           |  |
| Magrin 36’ (rig.) D. Moro 71’ | Marcatori |  |

| Arbitro: | Bergamo (Livorno) |

|               |           |             |
| Montesano 82’ | Marcatori | 50’ Bagnato |

| Arbitro: | Barbaresco (Cormons) |

|                |           |                 |
| Maragliulo 78’ | Marcatori | 23’ De Stefanis |

### Coppa Italia

#### Primo turno
| Palermo 18 agosto 1982 1ª giornata | Palermo               | 0 – 0 referto | Torino | Stadio La Favorita (30.000 ca. spett.)\| Arbitro: \| Ballerini (La Spezia) \| |
| Arbitro:                           | Ballerini (La Spezia) |               |        |                                                                               |

| Benevento 22 agosto 1982 2ª giornata | Benevento           | 0 – 0 | Palermo | Stadio Santa Colomba\| Arbitro: \| Tubertini (Bologna) \| |
| Arbitro:                             | Tubertini (Bologna) |       |         |                                                           |

| Arbitro: | Esposito (Torre del Greco) |

|           |           |               |
| Gorin 31’ | Marcatori | 56’ Carnevale |

| Arbitro: | Patrussi (Ravenna) |

|                                    |           |                                      |
| Victorino 12’ (rig.) Rovellini 71’ | Marcatori | 65’ De Stefanis 67’ (aut.) Rovellini |

| Arbitro: | Falzier (Palermo) |

|           |           |                         |
| Ronco 33’ | Marcatori | 32’ Gorin 77’ Gasperini |

## Statistiche

### Statistiche di squadra
| Competizione | Punti | In casa | In casa | In casa | In casa | In casa | In casa | In trasferta | In trasferta | In trasferta | In trasferta | In trasferta | In trasferta | Totale | Totale | Totale | Totale | Totale | Totale | DR  |
| Competizione | Punti | G       | V       | N       | P       | Gf      | Gs      | G            | V            | N            | P            | Gf           | Gs           | G      | V      | N      | P      | Gf     | Gs     | DR  |
| ------------ | ----- | ------- | ------- | ------- | ------- | ------- | ------- | ------------ | ------------ | ------------ | ------------ | ------------ | ------------ | ------ | ------ | ------ | ------ | ------ | ------ | --- |
| Serie B      | 34    | 19      | 9       | 9       | 1       | 24      | 11      | 19           | 2            | 3            | 14           | 12           | 35           | 38     | 11     | 12     | 15     | 36     | 46     | -10 |
| Coppa Italia | 6     | 2       | 0       | 2       | 0       | 1       | 1       | 3            | 1            | 2            | 0            | 4            | 3            | 5      | 1      | 4      | 0      | 5      | 4      | +1  |
| Totale       |       | 21      | 9       | 11      | 1       | 25      | 12      | 22           | 3            | 5            | 14           | 16           | 38           | 43     | 12     | 16     | 15     | 41     | 50     | -9  |

### Statistiche dei giocatori
| Giocatore       | Serie B  | Serie B | Serie B     | Serie B    | Coppa Italia | Coppa Italia | Coppa Italia | Coppa Italia | Totale   | Totale | Totale      | Totale     |
| Giocatore       | Presenze | Reti    | Ammonizioni | Espulsioni | Presenze     | Reti         | Ammonizioni  | Espulsioni   | Presenze | Reti   | Ammonizioni | Espulsioni |
| --------------- | -------- | ------- | ----------- | ---------- | ------------ | ------------ | ------------ | ------------ | -------- | ------ | ----------- | ---------- |
| O. Barone       | 18       | 3       | ?           | ?          | ?            | ?            | ?            | ?            | 18+      | 3+     | ?           | ?          |
| T. Bigliardi    | 28       | 0       | ?           | ?          | ?            | ?            | ?            | ?            | 28+      | 0+     | ?           | ?          |
| G. Costa        | 4        | 0       | ?           | ?          | ?            | ?            | ?            | ?            | 4+       | 0+     | ?           | ?          |
| G. De Rosa      | 31       | 10      | ?           | ?          | ?            | ?            | ?            | ?            | 31+      | 10+    | ?           | ?          |
| M. De Stefanis  | 30       | 4       | ?           | ?          | ?            | ?            | ?            | ?            | 30+      | 4+     | ?           | ?          |
| M. Di Cicco     | 23       | 0       | ?           | ?          | ?            | ?            | ?            | ?            | 23+      | 0+     | ?           | ?          |
| S. Fattori      | 19       | 1       | ?           | ?          | ?            | ?            | ?            | ?            | 19+      | 1+     | ?           | ?          |
| G. Gasperini    | 34       | 2       | ?           | ?          | ?            | ?            | ?            | ?            | 34+      | 2+     | ?           | ?          |
| F. Gorin        | 15       | 1       | ?           | ?          | ?            | ?            | ?            | ?            | 15+      | 1+     | ?           | ?          |
| S. Iozzia       | 1        | 0       | ?           | ?          | ?            | ?            | ?            | ?            | 1+       | 0+     | ?           | ?          |
| V. Lamia Caputo | 2        | 0       | ?           | ?          | ?            | ?            | ?            | ?            | 2+       | 0+     | ?           | ?          |
| F. La Rosa      | 4        | 0       | ?           | ?          | ?            | ?            | ?            | ?            | 4+       | 0+     | ?           | ?          |
| A. Lopez        | 33       | 2       | ?           | ?          | ?            | ?            | ?            | ?            | 33+      | 2+     | ?           | ?          |
| M. Loverde      | 1        | 0       | ?           | ?          | ?            | ?            | ?            | ?            | 1+       | 0+     | ?           | ?          |
| M. Marmaglio    | 29       | 2       | ?           | ?          | ?            | ?            | ?            | ?            | 29+      | 2+     | ?           | ?          |
| M. Miranda      | 5        | 0       | ?           | ?          | ?            | ?            | ?            | ?            | 5+       | 0+     | ?           | ?          |
| G. Modica       | 3        | 0       | ?           | ?          | ?            | ?            | ?            | ?            | 3+       | 0+     | ?           | ?          |
| G. Montesano    | 37       | 4       | ?           | ?          | ?            | ?            | ?            | ?            | 37+      | 4+     | ?           | ?          |
| C. Odorizzi     | 31       | 1       | ?           | ?          | ?            | ?            | ?            | ?            | 31+      | 1+     | ?           | ?          |
| G. Piagnerelli  | 33       | -41     | ?           | ?          | ?            | ?            | ?            | ?            | 33+      | -41+   | ?           | ?          |
| A. Schillaci    | 3        | 1       | ?           | ?          | ?            | ?            | ?            | ?            | 3+       | 1+     | ?           | ?          |
| R. Vailati      | 7        | 0       | ?           | ?          | ?            | ?            | ?            | ?            | 7+       | 0+     | ?           | ?          |
| M. Venturi      | 32       | 1       | ?           | ?          | ?            | ?            | ?            | ?            | 32+      | 1+     | ?           | ?          |
| G. Violini      | 6        | -5      | ?           | ?          | ?            | ?            | ?            | ?            | 6+       | -5+    | ?           | ?          |
| G. Volpecina    | 36       | 0       | ?           | ?          | ?            | ?            | ?            | ?            | 36+      | 0+     | ?           | ?          |
| S. Zarattoni    | 11       | 2       | ?           | ?          | ?            | ?            | ?            | ?            | 11+      | 2+     | ?           | ?          |